# Chiesa di Santa Maria del Suffragio (Modugno)
La chiesa di Santa Maria del Suffragio (detta comunemente chiesa del Purgatorio per la presenza dell'omonima confraternita) è un luogo di culto di Modugno che si trova nella centrale piazza Sedile. Sino al 1822 dava il nome alla piazza che veniva chiamata largo Purgatorio.

## Storia
Venne costruita a partire dal 1639 e consacrata nel 1766. Il sagrato è sopraelevo costituisce la cima di una cisterna per la raccolta delle acque piovane sistemata nel 1860 a cura della Confraternita del Purgatorio.
La chiesa viene comunemente detta del Purgatorio dalla confraternita che ne è proprietaria e che vi opera. Fondata nel 1632 dall'arcivescovo Ascanio Gesualdo e insediata nella chiesa dal 1651. La Pia Associazione sotto il titolo di Purgatorio di Modugno fu munita di Regio assenso di Ferdinando IV di Napoli il 7 aprile 1761. Il 3 marzo 1879 venne rifondata, col regio assenso di Umberto I d'Italia, trasformandosi in Opera Pia dedita al sostentamento e all'educazione delle ragazze orfane. La Pia Associazione Purgatorio di Modugno, è tuttora in piena attività ed è formata dai componenti delle famiglie Pieschi, Capitaneo, Alberotanza, Ventura, Majone, Longo de Bellis, Longo Crispo, Zaccaro ecc. Il numero dei componenti è stabilito in 24 secondo l'antica consuetudine secentesca. La Confraternita Pia Associazione Purgatorio di Modugno è stata riformata nel 2012 con nuovo statuto e ha avuto l'assenso da parte della Regione Puglia.

## Descrizione

### Prospetto esterno
La facciata in tufo è preceduta da un pronao in pietra levigata di stile neoclassico.
La parte destra della chiesa è collegata alle abitazioni vicine tramite archi, sulla parte sinistra sono presenti cinque monofore e un ingresso secondario, sormontato da un bassorilievo, rappresentanti le anime del purgatorio e un teschio, e dall'iscrizione in latino: "QUOD SIM VIDE" (tradotta in italiano: "guarda ciò che sono").
Nella parete posteriore ci sono due monofore tra le quali è situato un bassorilievo di Madonna col Bambino e anime del Purgatorio. Esso sovrasta l'epigrafe che ricorda un restauro eseguito nel 1745 ad opera della Confraternita del Purgatorio.
In origine era presente un tetto spiovente che fu abbattuto nel 1948 in quanto pericolante: rimane il timpano triangolare con una finestrella rettangolare. È presente un piccolo campanile a vela.

### Pronao e portale
Il pronao in stile neoclassico risale al 1846. Questo portico è delimitato da un grande cancello in ferro battuto reca effigi di teschi, simbolo controriformistico del Purgatorio. Venne costruito in sostituzione del precedente portico andato distrutto il 12 agosto 1842 a causa dell'imperizia di un funambolo che collegò con una fune il timpano della chiesa ad una vicina costruzione. L'utilizzo di una fune non adeguata, causò il crollo del timpano e del portico sottostante e la morte di alcuni ragazzi presenti nel pubblico accorso per vedere lo spettacolo. Questo episodio e la ricostruzione del pronao sono ricordati in una lapide:
Il portale ligneo a due battenti è realizzato con 28 pannelli decorativi sbalzati che rappresentano anime purganti, mascheroni, rosoni e cherubini; è opera di un artista modugnese del Seicento. Sulla trabeazione è presente la scritta in latino: "QUI PIUS EST CULTOR PIETATIS GERMINA METET – SEMINA ET QUIS NAM SIC SUA MESSIS ERIT 1641" (tradotta in italiano: "chi coltiva la pietà ne raccoglierà i frutti – infatti, come uno semina, così sarà la sua messe"). È presente uno stemma in pietra, sorretto da due sculture di angeli, che comprende il bassorilievo della Madonna del Suffragio. Ai lati del portale nel pronao sono presenti alcuni reperti lapidei. Uno stemma seicentesco recante la scritta "MEMENTO MORI" e una chiave di volta recante un teschio con la data A.D.1653 e altra croce greca con la data 1639. I primi due reperti sicuramente appartenevano all'antico portico crollato.

### Navata
L'interno, a navata unica di dimensioni di 23 metri di lunghezza e 9 di larghezza, conserva il pavimento del presbiterio maiolicato, del 1720. La struttura interna è data da cinque grandi archi sormontati da matronei comunicanti tra loro e parapetto in pietra tufacea. Il soffitto è composto da volte a botte con lunettoni in corrispondenza dei matronei. Il presbiterio è diviso da una balaustra di marmo dipinto e intarsiato. Si contano 46 dipinti appartenenti alla scuola napoletana seicentesca, una trentina dei quali sono attribuiti al bitontino Carlo Rosa.
Altra opera di pregio è una cantoria seicentesca in legno dorato e intarsiato, impreziosita dalla tela della Madonna del Suffragio e da due piccoli organi simmetrici del Settecento. Ci sono due altari laterali con statue lignee e un pulpito di legno dorato e intarsiato.